# Communauté de communes du Canton de Bourgtheroulde-Infreville
Die Communauté de communes du Canton de Bourgtheroulde-Infreville ist ein ehemaliger französischer Gemeindeverband mit der Rechtsform einer Communauté de communes im Département Eure in der Region Normandie. Sie wurde am 31. Dezember 1993 gegründet und umfasste 14 Gemeinden. Der Verwaltungssitz befand sich in der Commune nouvelle Grand Bourgtheroulde.

## Historische Entwicklung
Mit Wirkung vom 1. Januar 2017 fusionierte der Gemeindeverband mit 
- Communauté de communes de Quillebeuf-sur-Seine,
- Communauté de communes du Roumois Nord sowie
- Communauté de communes d’Amfreville-la-Campagne

und bildete so die Nachfolgeorganisation Communauté de communes Roumois Seine. Gleichzeitig schlossen sich die Gemeinden Le Bosc-Roger-en-Roumois und Bosnormand zur Commune nouvelle Bosroumois zusammen.

## Ehemalige Mitgliedsgemeinden
1. Berville-en-Roumois
2. Boissey-le-Châtel
3. Bosc-Renoult-en-Roumois
4. Le Bosc-Roger-en-Roumois
5. Bosguérard-de-Marcouville
6. Bosnormand
7. Flancourt-Crescy-en-Roumois (Commune nouvelle)
8. Grand Bourgtheroulde (Commune nouvelle)
9. Saint-Denis-des-Monts
10. Saint-Léger-du-Gennetey
11. Saint-Ouen-du-Tilleul
12. Saint-Philbert-sur-Boissey
13. Theillement
14. Voiscreville